# Andrea Barbieri
Andrea Barbieri (Buenos Aires, Argentina, 17 de abril de 1965) es una actriz y conductora de televisión

## Biografía
Andrea Barbieri es una actriz de cine, televisión y teatro.
Hija de los actores Juan Carlos Barbieri e Inés Moreno.

## Televisión
- 1983: "Domingos de Pacheco" - Canal 9
- 1984: "Cuatro hombres para Eva" - Canal 11
- 1984 / 1985: "Pobre Clara" - Canal 11
- 1985: "El pulpo negro" - Canal 9
- 1985: "Nono-Sisi" - Canal 9
- 1985: "Sólo un hombre (telenovela)" - Canal 9
- 1985 / 1986: "Duro como la roca, frágil como el cristal" - Canal 9
- 1987: "Me niego a perderte" - Canal 9
- 1987: "Los especiales de Luisina Brando" - ATC
- 1987: "Hombres de ley" - ATC
- 1987: "Vivan los novios" - Canal 11
- 1988: "Madres solteras"
- 1988: "Mi nombre es Coraje" - Canal 2
- 1988 / 1989: "El mago" - Canal 11
- 1989: "La extraña dama" - Canal 9
- 1989: "Los otros y nosotros" - Canal 13
- 1990: "Personas y personajes" - ATC
- 1992: "La elegida" - Canal 9
- 1993: "Uno + Uno" - Canal 13
- 1994: "Inconquistable corazón" - Canal 9
- 1994 / 1995: "Nueve lunas" - Canal 13
- 1995: "Teatro como en el teatro" - Canal 2
- 1995: "Rostro de venganza" - Para Israel
- 1996: "Hola Papi" - Canal 13
- 1996: "Por siempre mujercitas" - Canal 9
- 1996: "Ha-Mosad"
- 1997: "El signo" - Telefé
- 1998: "Rostro de venganza 2" - Para Israel
- 1998: "Chiquititas" Clara - Telefé
- 1998 / 1999: "La nocturna" - Canal 13
- 1999: "Mamitas" - Azul TV
- 2000: "Primicias" - Canal 13
- 2000 / 2001: "Los buscas de siempre" - Canal 9
- 2001: "Utilísima satelital"
- 2001: "Provócame" - Telefe
- 2002: "Ciudad de pobres corazones" - América
- 2002: "Pasajero 10542" - Web
- 2003 / 2004: "Puntos y Puntadas" - Utilísima Satelital
- 2004: "La niñera" - Canal Telefé
- 2005: "Un cortado" - Canal 7
- 2005: "Historias de sexo de gente común" - Telefé
- 2006: "Juanita la soltera" - Canal 13
- 2006: "Se dice amor" - Telefe
- 2006: "Palermo Hollywood Hotel" - Canal 9
- 2007: "Son de fierro" - Canal 13
- 2007: "Mujeres asesinas - Episodio: Nora, ultrajada" - Canal 13
- 2008: "Diablos azules" - En Perú
- 2013: "Mi amor, mi amor" - Telefe, como Pochi

## Teatro
- 1983 / 1984: "Calígula"
- 1984: "George Sand"
- 1986: "Tributo"
- 1994: "Pormenores"
- 1996: "Matrimonio"

## Cine
- 1984: Reina Salvaje o Barbarian Queen
- 1984: Pasajeros de una pesadilla
- 1984: Los tigres de la memoria
- 1987: El año del conejo

## Conducción
En el 2001 le llegó la oportunidad de conducir un ciclo como conductora de televisión en Utilísima Satelital demostrando sus facultades en el tema.